# TV-4
Телекомпанія «TV-4» — регіональний телеканал Тернопільської області.

## Трансляція
Сигнал також частково покриває сусідні Рівненську, Хмельницьку, Івано-Франківську та Львівську області. Крім того, сигнал проширюють оператори кабельного телебачення. Ліцензії Національної Ради України з телебачення та радіомовлення на:
- ефірне (аналогове) мовлення: НР № 0793-м до 24 травня 2016 року.
- багатоканальне (цифрове) мовлення: НР № 1676-м до 8 жовтня 2019 року.

27 липня 2022 — припинив супутникове мовлення.

## Історія
Телеканал розпочав мовлення 16 вересня 1991 року. Тоді це був перший недержавний регіональний телеканал у західному регіоні України. У 1991 році в місцевому ефірі були задіяні три телевізійні частоти (програми):
- Перша програма — УТ-1, нині Перший національний,
- Друга програма — Останкіно, нині Перший канал (Росія),
- Третя програма — УТ-2, УТ-3, Росія.

Четвертою програмою став новостворений телеканал, звідси і назва — TV-4. Цей телеканал також став першим у Тернополі, сигнал якого можна було прийняти на дециметрову антену.

## Логотипи
| Логотип | Опис           |
| ------- | -------------- |
|         | Перший логотип |
|         | Другий логотип |

## Концепція

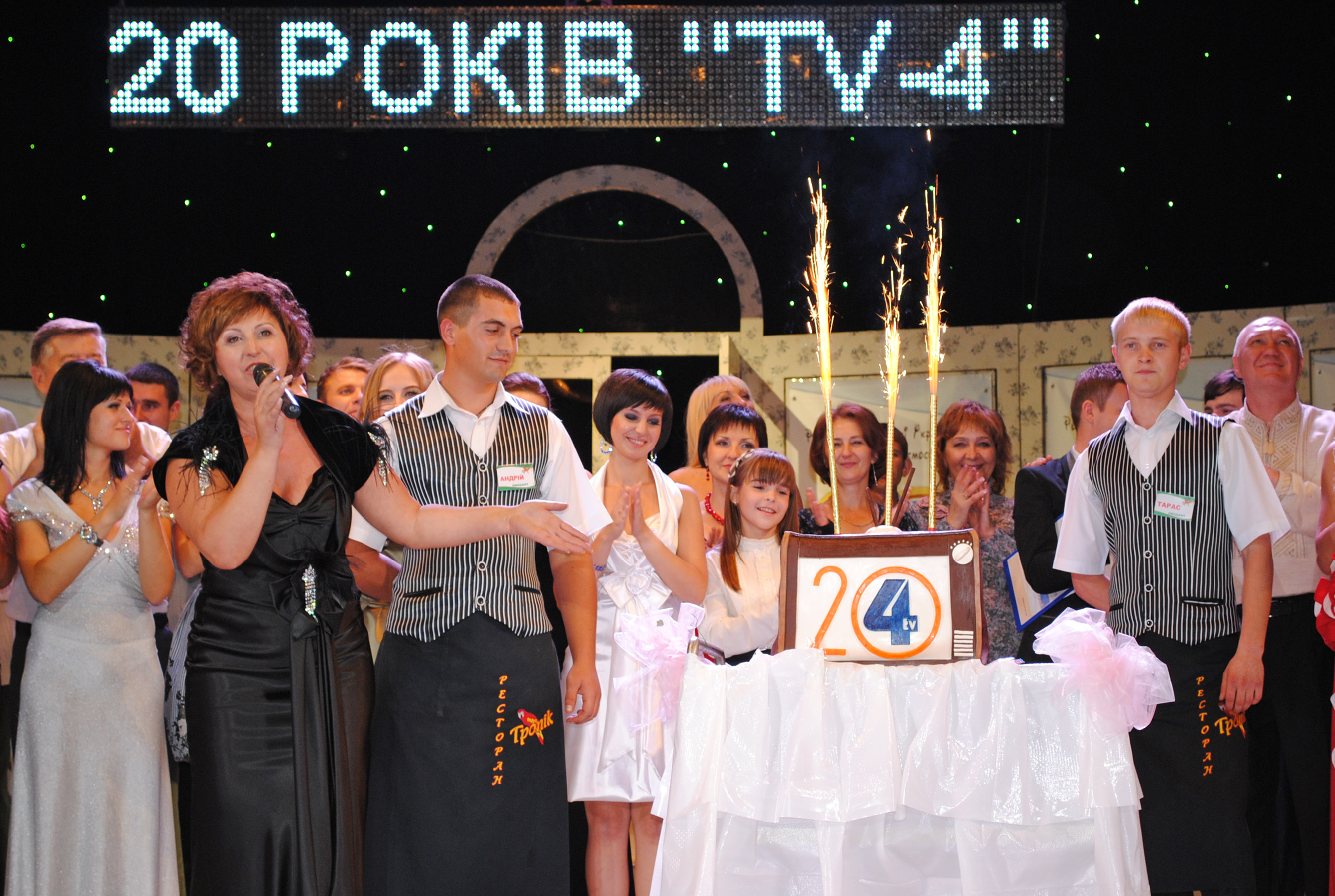
Святкування 20-річчя телекомпанії «TV-4» 16 вересня 2011 року

Концепція мовлення передбачає роботу з місцевою інформацією, розповіді про людей, про проблеми та перспективи Тернопільської області. Мешканці Тернопільщини можуть побачити себе, своїх рідних та знайомих, обговорити і взяти безпосередню участь у вирішенні проблем міста й області.
На телеканалі TV-4 виготовляються і транслюються ролики та сюжети  про боротьбу зі СНІДом, туберкульозом, наркоманією, торгівлею людьми. Особлива увага приділяється адаптації неповносправних у суспільстві, популяризації служби в контрактній армії. Постійними є інформаційне забезпечення та спонсорська підтримка різноманітних конкурсів, виставок, культурно-просвітницьких заходів, концертів та фестивалів, заходів дитячих, молодіжних, громадських організацій, спілок ветеранів та інвалідів.
Створено студію, яка забезпечує організацію і проведення BTL-акцій. Зокрема, щороку проводяться новорічні шоу («Новорічна ніч з TV-4», «Найвеселіша безсонна ніч», «Ніч, що радість нам дарує»), святкові дійства до Великодня («Великий день великої родини», «Славимо Великдень», «Український Великдень») та проект до Дня міста «Файне місто Тернопіль».
Щоб забезпечити зворотній зв'язок із глядачами, можливість оцінити їхні думки, пропозиції декілька разів на тиждень, у прямому ефірі програми, з інтерактивним опитуванням та додзвоном у студію громадськості. Телеканал TV-4 виступає ініціатором обговорення суспільно-важливих проблем регіону та пошуку їх вирішення за участю представників місцевої влади, науковців, громадськості та журналістів ЗМІ.

## Програми
На телеканалі «TV-4» 43 % ефіру займають авторські програми.
Основна інформаційна програма каналу — «Провінційні вісті». «Оперативно, вчасно, достовірно і правдиво»  девіз команди щоденної інформаційної програми.
Програми прямого ефіру: «Межа правди», «Знати більше», «Власна думка», «Формула здоров'я». 
Серед інших власних програм — «Більше спорту», «Вдалий вибір», «Сільський календар», «Погляд зблизька», «Baby Boom», «Гал кліп», «Чарівний ключик», «Ранковий фітнес», «Коліжанка», «Про нас» та інші.

## Колектив
Директори
- Юлія Винокур — генеральний директор

Журналісти
- Мар’яна Судова
- Тетяна Скиба
- Яна Шайнюк